# نيكولا باغاني
نيكولا باغاني (بالإيطالية: Nicola Carlo Pagani)‏ هو لاعب كرة قدم إيطالي في مركز قلب الدفاع، ولد في 9 نوفمبر 1977 في كودوجنو في إيطاليا. لعب مع إيه أس بيتزاغيتوني وكوسينزا كالشيو ونادي بيروجيا ونادي بيستويسي ونادي بيسكارا ونادي ريجينا ونادي سبال ونادي فروسينوني ونادي كريمونيسي.

## وصلات خارجية
- نيكولا باغاني على موقع قاعدة بيانات كرة القدم.إي يو (الإنجليزية)
- نيكولا باغاني على موقع Soccerway.com (الإنجليزية)